# Граница (фильм, 2007)
Граница (фр. Frontière(s)) — французский фильм ужасов режиссёра Ксавьера Жанса о группе молодежи, попавшей в плен к семейству нацистов-каннибалов, обитающих на приграничной ферме. Премьера фильма состоялась 1 июля 2007 года. Фильм получил рейтинг MPAA «NC-17» (за жёсткое кровавое насилие).

## Сюжет
Во Франции на выборах побеждает ультраправый кандидат, что провоцирует беспорядки во французских пригородах. Пятеро молодых людей — Том, Фарид, Алекс, Сами и его сестра Ясмин — совершают вооружённое ограбление. Уходя от преследования, они вступают в перестрелку с полицией, в ходе которой Сами получает пулю. Грабители решают разделиться — Том и Фарид должны ехать в сторону Голландии и остановиться на ночь в приграничном отеле, а Алекс и Ясмин везут Сами в больницу. Ясмин беременна от Алекса, и перед смертью в холле больницы Сами просит её сохранить ребёнка. После этого Ясмин убегает от больничной охраны, и они с Алексом едут на встречу с остальными.
В это время Том и Фарид сворачивают к одинокому отелю, которым заправляет семейка садистов. Том по телефону сообщает Ясмин адрес отеля, но в это время на них нападают Карл и Гётц — двое членов семьи, владеющей отелем. Фарид ранит Карла, и молодые грабители, позабыв сумку с деньгами, бегут из отеля на машине. Разъяренный Гётц преследует их и сталкивает в колодец заброшенной шахты. Фарид и Том выбираются из машины и через лаз попадают в старый бункер, где на Тома нападает Ганс — ещё один представитель семейства. В это время Ясмин и Алекс добираются до отеля, где также попадают в плен к семье. Их приковывают цепями в свинарнике, но Ясмин удаётся бежать. Позже Гётц подбирает её на дороге и силой возвращает обратно в дом. Затем члены семьи убивают Алекса. Фарид, пытаясь сбежать, попадает в бойлерную, и Ганс варит его живьем.
Семьёй командует старый нацист по имени фон Гайслер. Ему подчиняются родные дети Гильберта и Карл, а также остальные члены семьи — Гётц, Клаудия, Ганс и его невеста Ева — тихая, страдающая невротизмом девушка. Ева непрерывно рожает Гансу детей — именно для этого её в своё время оставили в живых. Но дети рождаются больными, и Ганс с Евой прячут их подальше от фон Гайслера в шахтах и кормят останками постояльцев отеля. На следующий день Ева отводит Ясмин на торжественный обед, на котором фон Гайслер произносит речь о чистоте крови и одновременно необходимости её обновления, объявляет Карла новым главой семьи, а Ясмин — его невестой. Ясмин хватает со стола нож и берёт в заложники фон Гайслера, братья берут её на прицел, но фон Гайслер велит им опустить оружие. Несмотря на это, Ганс стреляет и убивает фон Гайслера, а Карл, в свою очередь, убивает Ганса.
Ясмин убегает и прячется от семьи в шахтах. Её преследуют Карл и Гётц, но ей удается убить Гётца с помощью топора и циркулярной пилы, а Ева, желая помочь девушке, убивает Карла. На Ясмин нападают оставшиеся в живых Клаудия и Гильберта. В перестрелке пуля попадает в баллон с газом, и от взрыва гибнет Клаудия. После Ясмин в драке убивает Гильберту и уезжает с фермы. Ева отказывается ехать, говоря, что не бросит своих детей. По пути Ясмин останавливают полицейские, она выходит из машины и сдаётся полиции.

## В ролях

### Грабители
| Актёр          | Роль  |
| -------------- | ----- |
| Карина Теста   | Ясмин |
| Орельен Вик    | Алекс |
| Давид Сарасино | Том   |
| Чемс Дамани    | Фарид |
| Адель Беншериф | Сами  |

### «Семейство»
| Актёр           | Роль        |
| --------------- | ----------- |
| Жан-Пьер Жоррис | фон Гайслер |
| Самюэль Ле Бьян | Гётц        |
| Эстель Лефебюр  | Жильберта   |
| Мод Форже       | Ева         |
| Амели Доре      | Клаудия     |
| Жоэль Лефрансуа | Ганс        |
| Патрик Лигард   | Карл        |

## Художественные особенности
Помимо элементов ужасов, фильм содержит элементы политической сатиры на ультраправых. Так, в начале фильма политик-националист, баллотирующийся в президенты Франции, провоцирует беспорядки, а глава «семейства» фон Гайслер разговаривает почти исключительно нацистскими штампами, перемежая французский и немецкий языки и не особенно заботясь о смысле сказанного.
Как показано фильме, "Семья", которой командует старый нацист, занимается каннибализмом (людоедством). Они едят не только мясо свиней, но и мясо людей, заготавливая людское мясо в виде консервов, что гораздо более отвратительно, чем просто убийство своих жертв.

## Фильмы с той же сюжетной идеей
Встречаются фильмы с той же сюжетной идеей, когда отрицательные персонажи убивают и грабят случайных жертв, причем занимаются этим систематически.
- Например, в одном из сезонов сериала Ходячие мертвецы люди поселения "Парадиз" заманивали к себе путников, грабили их, убивали и поедали их трупы.
- Тем же занимались отрицательные персонажи фильма Дом восковых фигур, делая из убитых людей восковые фигуры.
- Культовая серия фильмов Техасская резня бензопилой рассказывает о семье фермеров-каннибалов, убивающих всех, кто едет по дороге мимо их дома в штате Техас.